# SpaceX Starship
Starship (произносится «Старшип») — разрабатываемая компанией SpaceX Илона Маска, полностью многоразовая сверхтяжёлая ракета-носитель, предназначенная для экономичной доставки грузов и людей на околоземные орбиты, а также для межпланетных полётов на Луну и Марс. Самая большая по размерам, массе, мощности и грузоподъёмности ракета в истории, превзошедшая по этим параметрам знаменитый Saturn V.
Starship состоит из двух ступеней: ускорителя Super Heavy и космического корабля Starship. Обе ступени оснащены двигателями Raptor и используют в качестве компонентов топлива жидкий метан (горючее) и жидкий кислород (окислитель).
20 апреля 2023 года состоялся первый совместный полёт Starship и Super Heavy, окончившийся неудачей. Первый успешный суборбитальный полёт состоялся 14 марта 2024 года. Орбитальные запуски и запуски с полезной нагрузкой планируются в 2025 году.
Строительство и испытания прототипов ракеты проходят на космодроме Starbase в Техасе.

## Описание

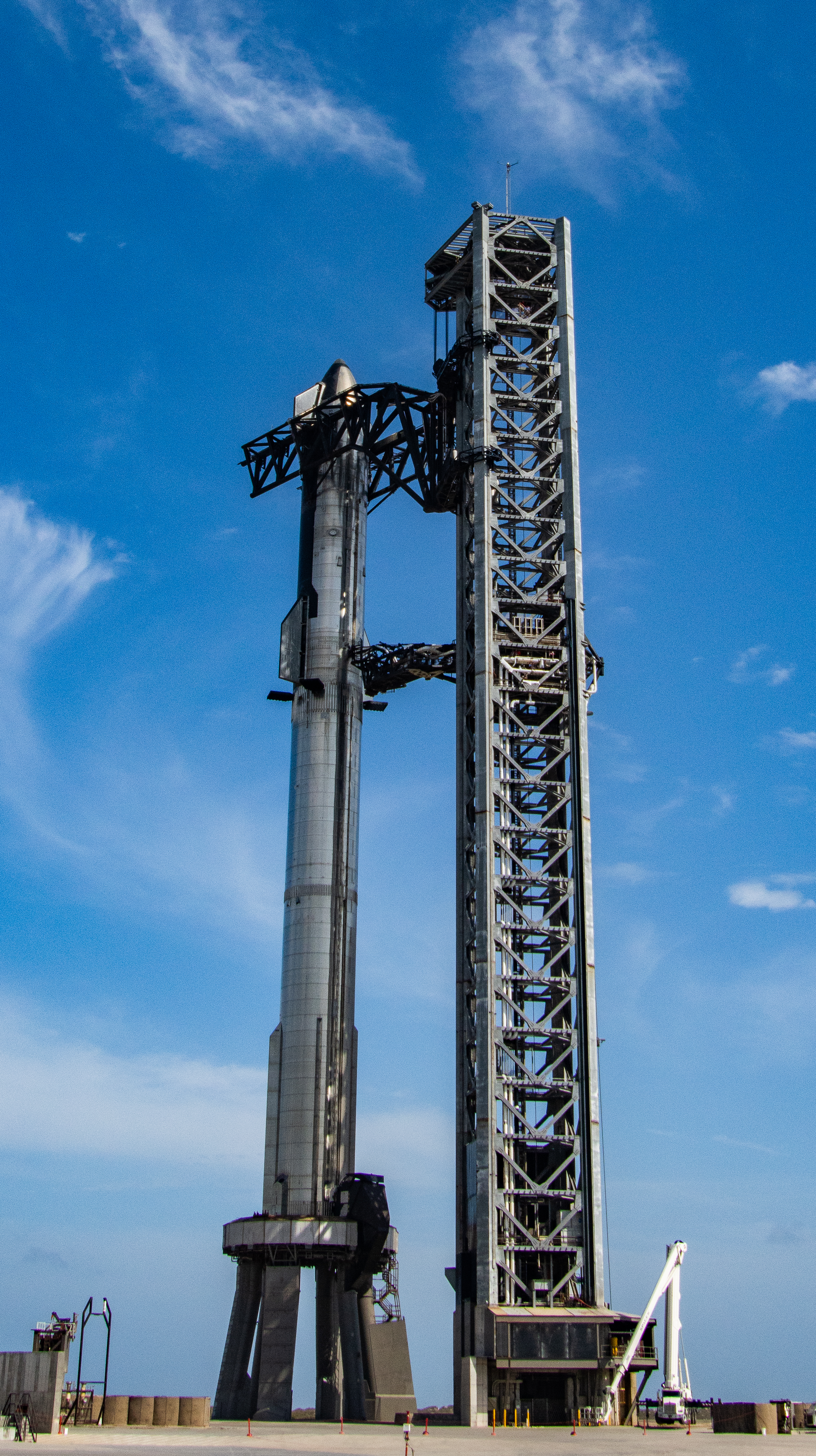
Starship на стартовом столе

Starship состоит из двух ступеней, называемых ускорителем Super Heavy и космическим кораблём Starship. Обе ступени разрабатываются способными вернуться на стартовую площадку с использованием технологии вертикальной реактивной посадки, при этом обладая достаточной отказоустойчивостью, чтобы обеспечить посадку даже в случае выхода из строя нескольких двигателей.

### Ускоритель Super Heavy
Super Heavy имеет высоту 71 м, диаметр 9 м и состоит из четырёх основных отсеков: двигательного отсека, метанового бака, кислородного бака и промежуточной ступени. Баки ракеты-носителя вмещают 3600 т топлива, включая 2800 т жидкого кислорода и 800 т жидкого метана.
На ускоритель установлено 33 двигателя Raptor, которые расположены тремя концентрическими кольцами. Внешнее кольцо из 20 двигателей имеет конфигурацию «Raptor Boost», в которой для экономии веса отсутствуют карданные приводы. На полной мощности все двигатели создают совокупную тягу 75,9 МН. Однако Raptor 3 может увеличить тягу до 90 МН на уровне моря.

### Космический корабль Starship
Корабль Starship имеет длину 50 м, диаметр 9 м и состоит из четырёх основных отсеков: двигательный отсек, оснащённый 3 атмосферными и 3 вакуумными двигателями Raptor, кислородный бак, метановый бак и отсек с полезной нагрузкой. Топливо, предназначенное для посадки, хранится в малых изолированных баках, расположенных в носовой части корабля.

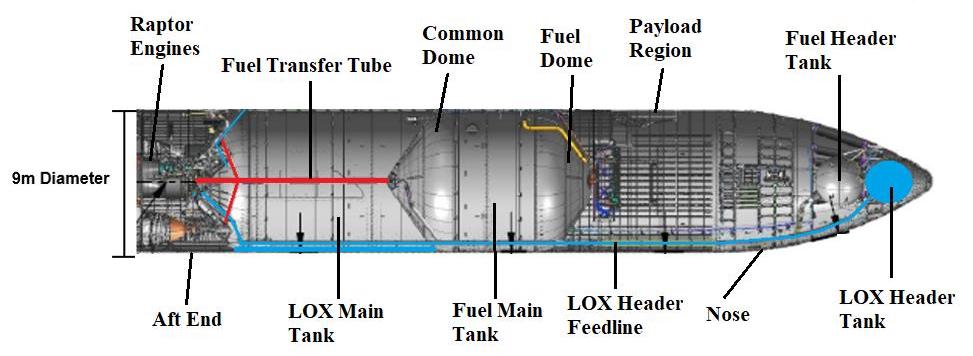
Схематичное изображение внутреннего строения корабля

На корабль установлено четыре подвижных закрылка (два передних и два задних), необходимых для управления ориентацией во время полёта и рассеивания энергии при входе в атмосферу.
Теплозащитный экран корабля состоит из нескольких тысяч шестиугольных плиток, сделанных из диоксида кремния. Плитки выдерживают температуру в 1400 °C и предназначены для многоразового использования без технического обслуживания между полётами.
В отличие от предыдущих[каких?] конструкций, космический корабль Starship объединяет в себе две функции — второй ступени, используемой для достижения орбитальной скорости при запуске с Земли, и многоразового космического аппарата, способного выполнять полёт в космическом пространстве и совершать управляемую посадку на Землю, Луну или Марс. Многоразовый ускоритель Super Heavy будет использоваться в качестве первой ступени только для взлёта с Земли.

#### Модификации
Starship будет доступен минимум в четырёх модификациях:
- Космический корабль (англ. Starship) — полностью многоразовая транспортная система, предназначенная для перевозки экипажа и грузов на околоземную орбиту, Луну, Марс и далее. Starship может садиться на любую плотную поверхность в Солнечной системе, с дозаправкой сможет доставлять многотонные грузы на любую планету солнечной системы[21]. Космический корабль Starship будет содержать 1000 м3 герметичного объема, в котором возможно размещение до 100 кабин для экипажа[22], больших зон общего пользования, складов, кухни, а также убежища для защиты экипажа от солнечных вспышек.
- Лунный посадочный модуль (англ. Starship Lunar lander) — разрабатываемая по заказу НАСА версия пилотируемого корабля, способного перевозить экипаж с низкой околоземной орбиты до лунной орбитальной станции Gateway и между станцией и поверхностью Луны[23]. Вместо аэродинамических рулей будут использоваться тормозные двигатели, что исключает его посадку на планеты с плотным слоем атмосферы.
- Топливный танкер (англ. Starship Tanker) для доставки топлива на орбиту[24], где предполагается разместить топливные депо для дозаправки, необходимые для длительных перелётов.
- Транспортный корабль (англ. Starship Cargo) с отсеком для полезной нагрузки больше, чем любой обтекатель, который находится в эксплуатации или разработке, вплоть до очень больших аппаратов наподобие космического телескопа «Хаббл».

#### Starship HLS
30 апреля 2020 года NASA в рамках программы «Артемида» выбрала SpaceX в числе одного из трёх подрядчиков для разработки систем высадки людей на Луну . Программа предусматривает частичное спонсирование проекта с целью создания лунной версии корабля Starship, способного перевозить экипаж с низкой околоземной орбиты до лунной орбитальной станции Gateway и между станцией и поверхностью Луны.
16 апреля 2021 года NASA объявила о заключении контракта на сумму 2,89 млрд $, в рамках которого SpaceX разработает посадочный модуль HLS Starship, который должен будет безопасно доставить двух американских астронавтов на поверхность Луны, а через неделю доставить их обратно на окололунную орбиту.

### Топливо
Одним из ключевых элементов ракеты при её разработке являлся выбор топлива, в связи с необходимостью его производства используя ресурсы Марса. Это, в сумме с другими факторами (величина топливных баков, стоимость топлива, удобство его в хранении, влияние на повторное использование оборудования) определило выбор криогенной топливной пары жидкий метан (горючее) и жидкий кислород (окислитель) как для ускорителя, так и для корабля. Оба эти компонента можно добывать на Марсе из углекислого газа и воды с помощью реакции Сабатье. Кроме того, возможность использования газообразного метана для создания и поддержания высокого давления в топливных баках и для пневматических приводов различных систем ракеты позволит отказаться от использования сжатого гелия. Также, сжатый метан будет использован в системе ориентации в качестве рабочего газа для набора газовых сопел, что позволит отказаться от использования сжатого азота.
Для полёта на Марс и последующего возвращения на Землю система потребует организации производства топлива на поверхности Марса из местных ресурсов. Для полёта на Луну и возвращения на Землю дозаправки на поверхности Луны не потребуется, достаточно будет лишь топлива из заправочных депо на орбите Земли перед полётом на Луну.

### Версии
На презентации 4 апреля 2024 года были анонсированы вторая и третья версии Starship.
|                             |                             | v1           | v2           | v3           |
| Полезная нагрузка на НОО, т | Полезная нагрузка на НОО, т | —            | 100          | 200          |
| Длина, м                    | Корабль                     | 50,3         | 52,1         | 69,8         |
| Длина, м                    | Ускоритель                  | 71           | 72,3         | 80,2         |
| Длина, м                    | Общая длина                 | 121,3        | 124,4        | 150          |
| Масса топлива, т            | Корабль                     | 1200         | 1500         | 2300         |
| Масса топлива, т            | Ускоритель                  | 3300         | 3650         | 4050         |
| Количество двигателей       | Вакуумные на корабле        | 3 Raptor v2  | 3 Raptor v3  | 6 Raptor v3  |
| Количество двигателей       | Атмосферные на корабле      | 3 Raptor v2  | 3 Raptor v3  | 3 Raptor v3  |
| Количество двигателей       | Атмосферные на ускорителе   | 33 Raptor v2 | 35 Raptor v3 | 35 Raptor v3 |
| Тяга, тс                    | Ускоритель                  | 7130         | 8240         | 10000        |
| Тяга, тс                    | Корабль                     | 1250         | 1600         | 2700         |

## История разработки

### Предыстория
6 мая 2002 года при основании компании SpaceX Илон Маск заявил её целью заселение других планет. Все успехи компании на текущий момент являются, по словам Маска, лишь промежуточными шагами в направлении колонизации Марса.
Уже в 2005 году Маск использовал обозначение «BFR» для большой ракеты, планируемой как часть транспортной инфраструктуры для колонизации Луны и Марса.
30 июля 2010 года на конференции Американского института аэронавтики и астронавтики были впервые представлены проекты ракет-носителей большой грузоподъёмности Falcon X и Falcon XX. Также было объявлено, что SpaceX работает над увеличенной версией двигателя Merlin — Merlin 2, который предназначался для первых ступеней этих ракет. Для верхних ступеней был запланирован двигатель под названием Raptor, в изначальной концепции использовавший топливную пару жидкий водород — жидкий кислород.

### MCT
В 2012 году Маск обнародовал пересмотренный проект двигателя Raptor для новой ракеты-носителя «MCT» грузоподъёмностью 150—200 тонн на низкую околоземную орбиту, что превышает возможности SLS NASA. Теперь Raptor должен был работать на жидком метане и использоваться как на первой, так и на второй ступени, поэтому был увеличен. Проект Merlin 2 был отменён.
В 2013 году SpaceX впервые объявила о работе над концепцией транспортной системы на Марс под названием «Mars Colonial Transporter».
Первые испытания компонентов двигателя Raptor начались в 2014 году.

### ITS

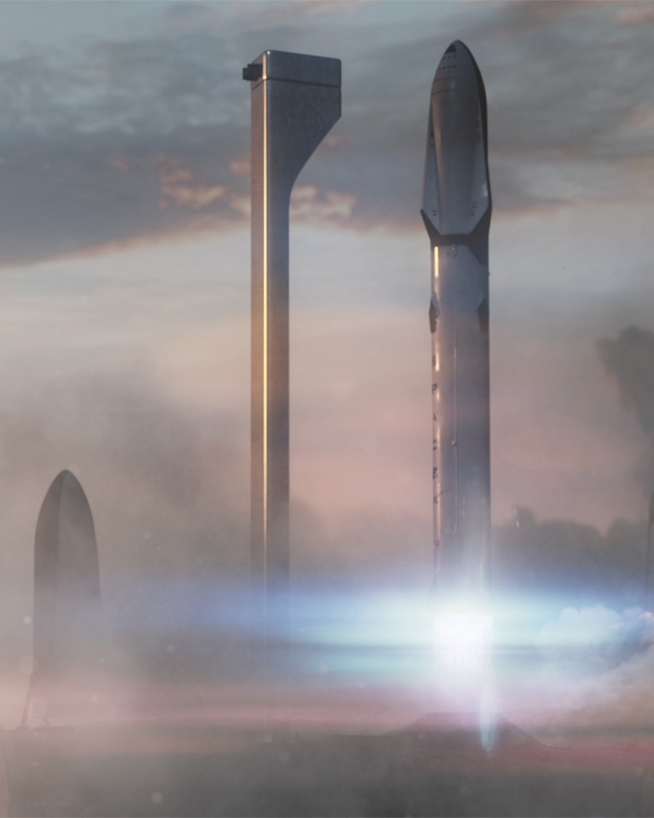
Запуск ITS со стартовой площадки LC-39A (рендер)

27 сентября 2016 года на 67-м ежегодном Международном конгрессе астронавтики в Гвадалахаре Маск представил детали концепции «Межпланетной транспортной системы» (англ. Interplanetary Transport System, ITS), обеспечивающей пилотируемый полёт на Марс. Транспорт ITS должен был иметь общую высоту 122 метра, диаметр 12 метров и грузоподъёмность до 550 тонн полезной нагрузки на околоземную орбиту в одноразовом варианте и 300 тонн в многоразовом. Планировалось, что система будет перевозить 100 человек на Марс в среднем за 115 дней. Первая пилотируемая миссия на Марс, по планам Маска, была назначена на 2024 год. Предварительным местом запуска была выбрана площадка LC-39 КЦ Кеннеди. Все первичные части планировалось выполнить из углепластика.
В проекте ITS состоит из двух ступеней. Космический корабль является второй ступенью, которая осуществляет выход на орбиту за счет собственного топлива после завершения работы первой ступени, называемой ускорителем.
Ускоритель внешне представляет собой существенно увеличенную версию первой ступени ракеты-носителя Falcon 9. Высота ускорителя — 77,5 м, диаметр — 12 м, сухая масса — 275 т. Масса вмещаемого топлива — 6700 т, около 7 % от общего количества планировалось использовать для возвращения и посадки непосредственно на место запуска. Использование трёх решётчатых рулей обеспечит максимальную точность приземления.

Ускоритель планировалось оборудовать 42 двигателями Raptor с суммарной тягой на уровне моря в 128 000 кН, и 138 000 кН в вакууме. Семь двигателей центральной секции отклоняются от центральной оси, обеспечивая контроль вектора тяги, остальные двигатели закреплены неподвижно. 

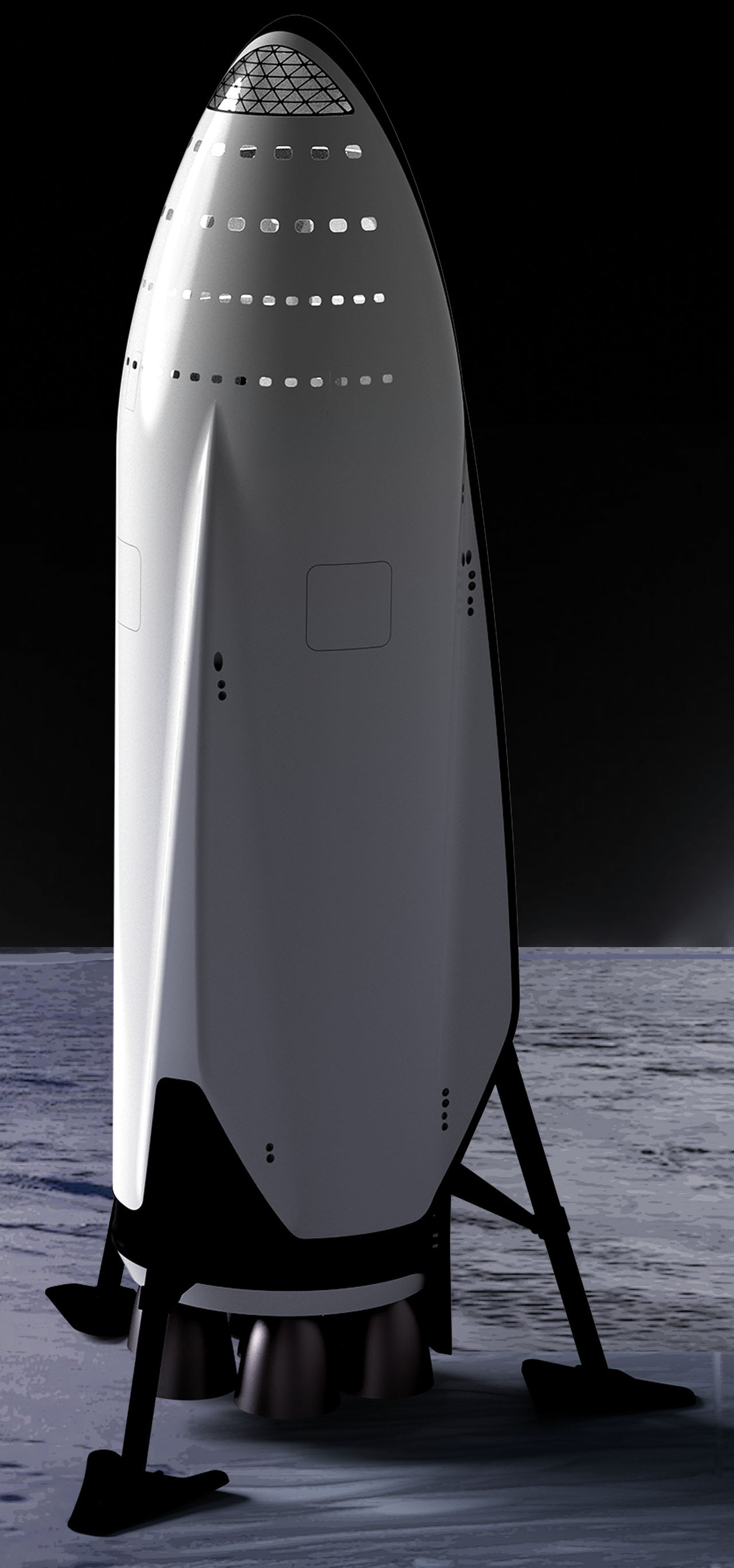
Корабль ITS на Энцеладе в представлении художника

Корабль планировалось разделить на отдельные секции: в нижней части расположены двигатели и топливные баки, над ними — отсек для груза, в верхней части корабля размещаются пассажиры. На внешней поверхности в отдельных выступающих отсеках планировалось расположить механизмы выдвижения посадочных стоек, которые могли бы использоваться при посадке как на Земле, так и на других планетах.
Длина корабля должна была составлять 49,5 м, максимальный диаметр — 17 м, стартовая масса — 2100 тонн, из которых сухая масса — 150 тонн и 1950 тонн приходится на горючее (жидкий метан) и окислитель (жидкий кислород).
На корабле планировалось установить 9 двигателей Raptor (6 двигателей с увеличенным соплом, предназначенных для работы в вакууме, и 3 двигателя со стандартным соплом, использующихся при посадке).
Электроснабжение планировалось обеспечивать двумя раскладывающимися крыльями солнечных батарей, общей производительностью до 200 кВт.
Абляционное теплозащитное покрытие PICA третьего поколения позволяло бы выдерживать высокую температуру при входе в атмосферу Марса, а также в атмосферу Земли на обратном пути. Посадки на поверхность Земли и других небесных тел Солнечной системы корабль осуществляет вертикально путем торможения ракетными двигателями на финальной стадии полета. После заполнения баков произведённым на Марсе топливом, корабль может стартовать к Земле используя только собственные двигатели, без ракеты-носителя, из-за сравнительно низкой величины второй космической скорости для этой планеты.
В корабле предполагалось первоначально доставлять на низкую околоземную орбиту до 300 т полезного груза, а на отлетную траекторию к Марсу — до 450 т (при условии дозаправки и пополнения припасов на орбите). В перспективе корабль должен был быть способен вместить 100 и более пассажиров для полёта на Марс.
Было объявлено, что для полетов к другим небесным телам будет использоваться танкерная версия корабля для дозаправки на орбите, так как при выводе на орбиту корабль расходует до 92% горючего.
Танкерная версия повторяет общую схему конструкции с межпланетным кораблём для снижения стоимости разработки и постройки. Секции для груза и пассажиров предполагалось заменить топливными баками для дозаправки основного корабля на орбите в ходе нескольких повторных запусков. Отсутствие дополнительного оборудования уменьшает сухую массу заправщика до 90 т, вместимость топлива увеличивается до 2500 т. Планировалось, что за один раз корабль сможет доставить до 380 т топлива для дозаправки.
|                                                       | Ускоритель | Заправщик | Корабль |
| ----------------------------------------------------- | ---------- | --------- | ------- |
| Стоимость производства (в млн. $)                     | 230        | 130       | 200     |
| Повторное использование (раз)                         | 1000       | 100       | 12      |
| Запусков в одной миссии                               | 6          | 5         | 1       |
| Средняя стоимость обслуживания на 1 запуск (в млн. $) | 0,2        | 0,5       | 10      |
| Общая стоимость в одной миссии на Марс (в млн. $)     | 11         | 8         | 43      |

### BFR

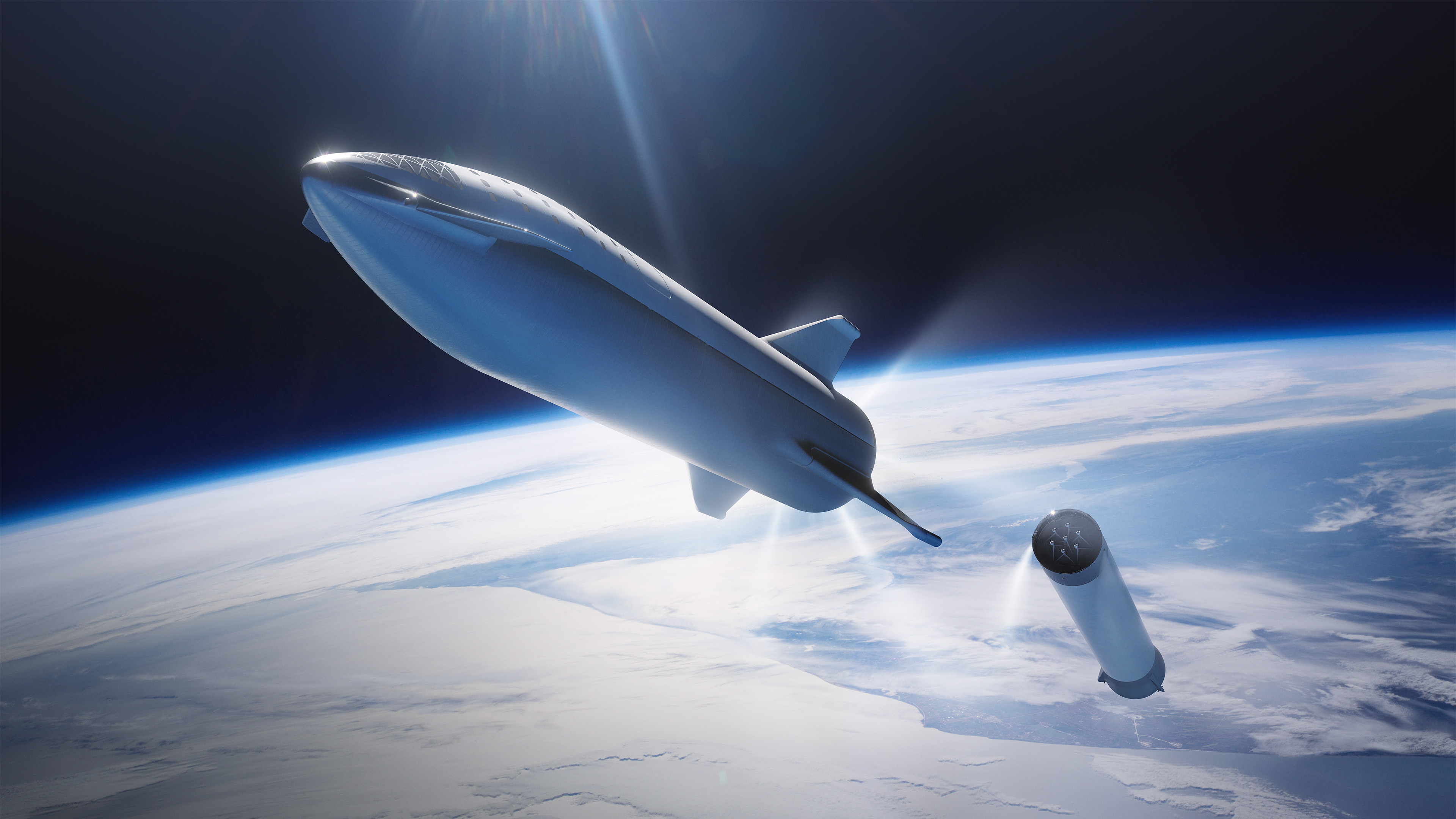
BFR в дизайне 2018 года

29 сентября 2017 года в рамках 68-го ежегодного Международного конгресса астронавтики в Аделаиде Маск представил обновлённый дизайн системы и её новое кодовое название — BFR, что может расшифровываться как Big Falcon Rocket («большая ракета Фалкон») или Big Fucking Rocket («большая грёбаная ракета»). Диаметр BFR должен был составить 9 метров, предлагалось использовать её как для рейсов на МКС, так и для полётов на Луну или Марс. Тогда же компания SpaceX приняла решение о переходе к стратегии «бережливого стартапа» и объединении в одном проекте технологий запуска на околоземную орбиту, межпланетных полётов, а также межконтинентальных перелётов в пределах Земли.
Концепцию урезали вдвое по тяге двигателей и массе. Стартовая масса — 1100 т, сухая — 85 т, полезная нагрузка 150 и 250 тонн для возвращаемого и безвозвратного полетов соответственно, возвращаемая полезная нагрузка с орбиты — 50 тонн. Тяга снижена до 170 т и 375 с удельного импульса на двигатель. Двигательная формула — 4/2. 4 — вакуумных и 2 — посадочных атмосферных. Дополнена информация по обитаемому объему — 825 м3 и 40 кабин. Сменена концепция заправки. Вместо отдельного стыковочного шлюза планировалось применение универсального стыковочного интерфейса сразу для наземной и орбитальной заправки через соединение в торце: заправка от ускорителя (первой ступени и стартовых опор (технология РН Зенит)) и от танкера с осаждением топлива рулевыми двигателями.
Тогда же было отмечено, что дозаправка на орбите Земли позволит отправиться на Луну и вернуться на Землю без необходимости дозаправки на Луне, однако дозаправка должна быть произведена не на низкой околоземной орбите, как в случае полёта на Марс, а на эллиптической орбите, что предполагает большее количество полётов для дозаправки корабля.
17 сентября 2018 года в рамках презентации, на которой был представлен первый космический турист Starship Юсаку Маэдзава, информация о ракете была обновлена. Теперь она должна иметь немного большую общую длину, но значительно меньшую максимальную полезную нагрузку, конструкция корабля была пересмотрена.

### Starship
19 ноября 2018 года Маск объявил в «Твиттере» о переименовании BFR в Starship, но затем пояснил, что Starship («Звёздный корабль») — космический корабль / верхняя ступень, а Super Heavy («Сверхтяжёлый») — ракетный ускоритель, необходимый для преодоления силы притяжения Земли.
Очередная презентация обновлений Starship состоялась 28 сентября 2019 года. В этот раз дизайн был пересмотрен: вместо трёх крыльев, которые также выполняли роль посадочных опор, в новой версии были два крыла и выдвижные опоры под ними, материал корпуса и баков ракеты был изменён с углепластика на нержавеющую сталь.
|                            | Saturn V | Н1     | Энергия  | Енисей | Чанчжэн-9 | Falcon X | Falcon XX | ITS (2016) | BFR (2017) | BFR (2018) | Starship (2019) | Starship (2020) | Starship (2024) |
| -------------------------- | -------- | ------ | -------- | ------ | --------- | -------- | --------- | ---------- | ---------- | ---------- | --------------- | --------------- | --------------- |
| Высота, м                  | 110      | 105    | 59       | 105    | 101       | 93       | 100       | 122        | 106        | 118        | 118             | 120             | 121             |
| Диаметр, м                 | 10,1     | 16,9   | 16       | -      | 10        | 6        | 10        | 12         | 9          | 9          | 9               | 9               | 9               |
| Стартовая масса, т         | 2970     | 2735   | 2 400    | 3 167  | 4 100     | н/д      | н/д       | 10 500     | н/д        | 5000       | 5000            | 5000            | 5000            |
| Полезная нагрузка (НОО), т | 140      | 90     | 105      | 112    | 130       | 38       | 140       | 300 (550)  | 150 (250)  | 100        | 100             | 100             | от 100 до 150   |
| Тяга, кН                   | 35 000   | 45 227 | 31 560   | 58 800 | 51 000    | 16 020   | 45 360    | 128 100    | 52 700     | 52 700     | 72 569          | 75 315          | 74 832          |
| Экипаж                     | 3        | 2 Л3   | 10 Буран | -      | -         | н/д      | 100       | 100        | 100        | 100        | 100             |                 |                 |

## Испытания
Для испытания двигателей Raptor имеются три комплекса. Один из них расположен в городе Макгрегор, штат Техас.
Основные испытания кораблей и ускорителей проводятся с апреля 2019 года на космодроме Starbase в Бока-Чика, Техас.

### Суборбитальные полёты корабля (2019—2021)

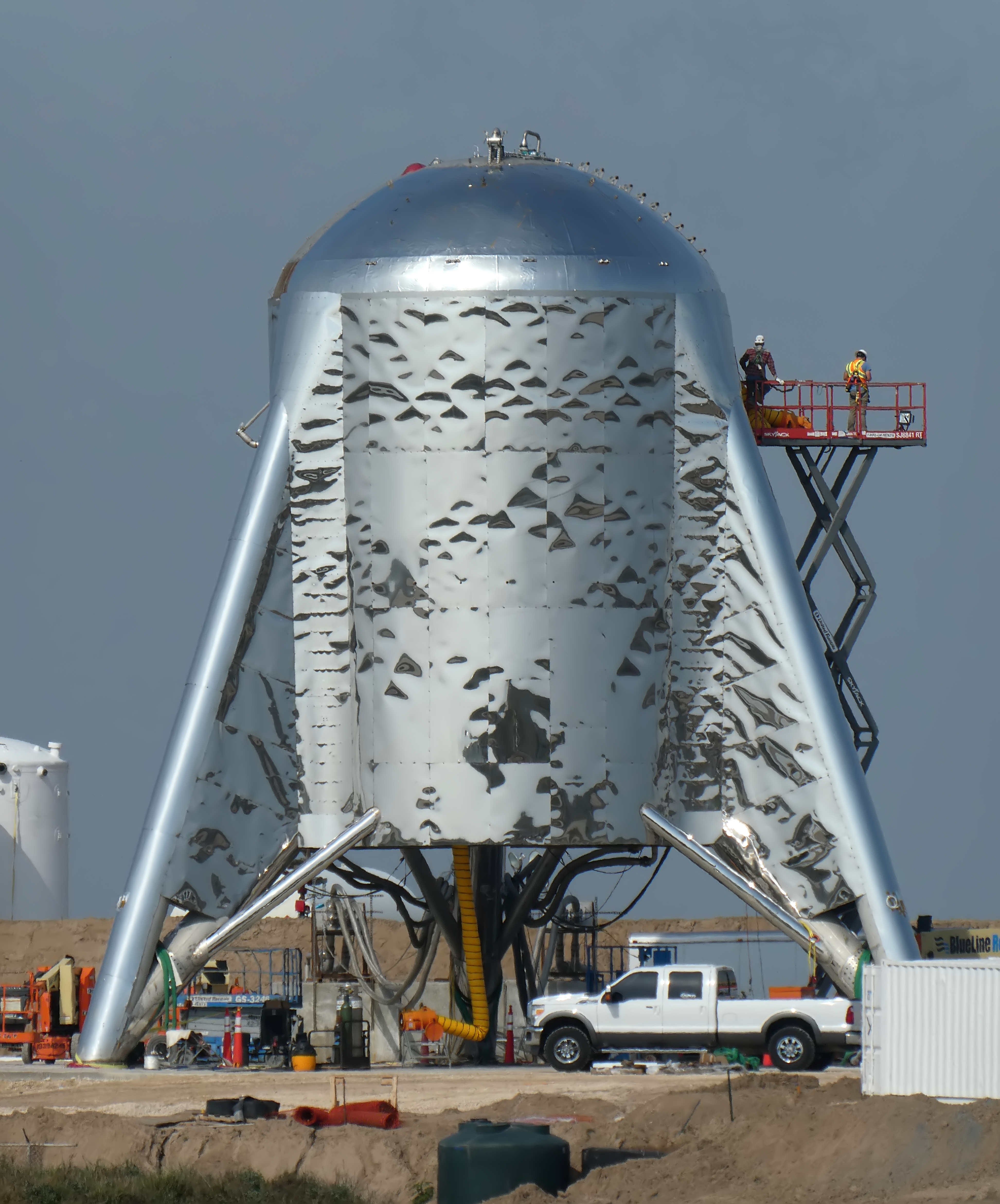
Starhopper в марте 2019 года

Производство первого прототипа Starship из нержавеющей стали под названием Starhopper началось в Бока-Чика в 2018 году. С прототипом было проведено множество статических испытаний, включая испытания баков и криогенной заправки. Помимо этого, Starhopper прошёл серию испытательных полётов, предназначенных для отработки алгоритмов посадки и управления на малых высотах и скоростях, в том числе прыжок на 150 метров 27 августа 2019 года.
Испытания первых полноразмерных прототипов корабля оказались не такими успешными. 20 ноября 2019 года Starship Mk1 разорвался при испытаниях на герметичность из-за плохой сварки швов. Прототипы Starship SN1 и SN3 также были разрушены во время криогенных испытаний. Starship SN4 успешно прошёл криогенные и огневые испытания, однако 29 мая 2020 года взорвался во время послеогневых испытаний на отделение от стартового стола. Наконец, 4 августа 2020 года Starship SN5 с одним двигателем Raptor и имитатором массы вместо обтекателя поднялся на 150 метров, после чего совершил посадку на другую часть площадки, проведя в воздухе в общей сложности около 40 секунд. SN6 также совершил успешный прыжок на 150 метров 3 сентября 2020 года.

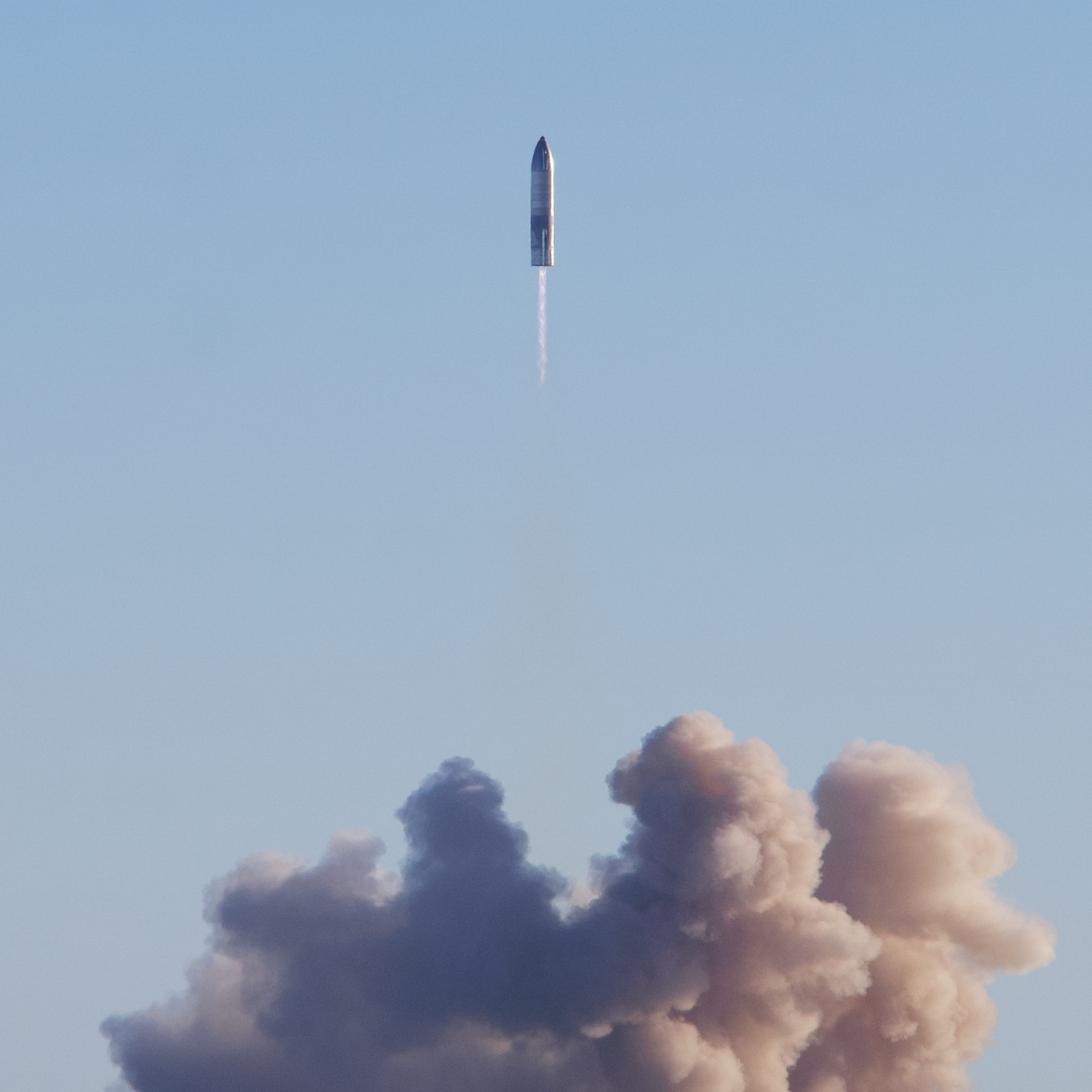
SN8 во время испытательного полёта

На прототип Starship SN8 впервые за долгое время были установлены управляемые аэродинамические рули (закрылки), носовой обтекатель и 3 двигателя Raptor одновременно. 9 декабря 2020 года он совершил полёт на высоту 12,5 км. С помощью трёх двигателей корабль успешно стартовал и поднялся на заданную высоту. Во время подъёма двигатели планово последовательно отключались. Последний двигатель выключился через 4 минуты 40 секунд, после чего корабль с помощью двигателей ориентации перешёл в горизонтальное положение и начал управляемый спуск, используя аэродинамические рули. Через 6 минут 32 секунды после старта произошёл перенос подачи топлива из главных в напорные баки, Starship повторно включил двигатели и переориентировался в вертикальное положение для выполнения реактивной посадки. Однако из-за низкого давления в топливном напорном баке 2 двигателя не смогли отработать как положено для необходимого погашения скорости, и Starship взорвался от удара о поверхность посадочной площадки. Общая продолжительность полёта составила 6 минут 42 секунды. В результате испытания получены данные, позволяющие уточнить понимание того, как именно аэродинамические рули управляют тангажом, рысканием и креном во время спуска.
Полёт SN9 2 февраля 2021 года проходил по схожей с SN8 схеме. Корабль поднялся на высоту 10 км, совершил переворот в горизонтальное положение и успешно снизился. Один из двух двигателей не запустился для выполнения завершающего манёвра перед посадкой, корабль на высокой скорости ударился о посадочную площадку и взорвался. 3 марта 2021 года состоялся полёт SN10 на 10 км. Для повышения надёжности манёвр разворота в вертикальное положение выполнялся с использованием трёх двигателей. После успешного переворота два двигателя отключили, и корабль, тормозя одним двигателем, вертикально опустился на площадку. Посадка оказалась не совсем мягкой: корабль ударился о посадочную площадку на скорости 10 м/с и через 8 минут взорвался. Полёт SN11 30 марта 2021 года также окончился неудачей. Корабль взорвался через секунду после начала посадки. Полёт Starship SN15 на 10 км 5 мая 2021 года окончился полностью успешной посадкой.

### Совместные испытательные полёты (с 2023)
SpaceX подала две заявки в Федеральную комиссии по связи США (FCC) на первый совместный полёт Starship. Согласно первой заявке, поданной 13 мая 2021 года, старт прототипа ожидался из Бока-Чика. 1-я ступень Super Heavy должна была совершить посадку в Мексиканском заливе приблизительно в 33 км от берега. Starship должен был продолжать полёт ещё 90 минут и совершить посадку на двигателях в океане приблизительно в 100 км от северо-западного побережья острова Кауаи (Гавайские острова). Во второй заявке, поданной 28 июня 2021, дополнительно указана максимальная высота полёта второй ступени — 250 км.
Изначально для первого испытательного полёта планировалось использовать прототипы Starship S20 и Super Heavy B4. 6 августа 2021 года была произведена первая пробная стыковка S20 и B4, а 12 ноября 2021 года были проведены огневые испытания всех шести двигателей S20. Однако, впоследствии прототипы S20 и B4 было решено списать в пользу пары S24 и B7.
| № | Дата | Опытный образец | Вид испытания        | Результат       |
| - | --- | --------------- | -------------------- | --------------- |
| 1 | 20 апреля 2023 | S24/B7          | Суборбитальный полёт | Частичный успех |
| 1 | После списания прототипов S20 и B4 команда начала активную фазу испытаний и производства нового корабля и ускорителя для первого орбитального полёта и развёртыванию полезной нагрузки на орбите. 13 апреля 2022 года прототип ускорителя без установленных двигателей и решетчатых рулей проходил статические испытания в результате которых при нарушении испытательной методики был испорчен метанопровод ускорителя. 7 мая 2022 года, после ремонта прототип ускорителя прошёл криогенные испытания и был доставлен в сборочный цех для установки на него 33 двигателей Raptor 2 и решетчатых рулей для статического огневого испытания; прототип корабля S24 был собран и находился на производственной площадке в ожидании установки двигателей и заключительными работами с теплозащитой, данный прототип впервые имел люк для вывода полезной нагрузки в виде спутников Starlink. 14 ноября 2022 года B7 провёл огневые испытания 14 двигателей длительностью в 9 секунд; в результате испытания была незначительно повреждена стартовая площадка. 29 ноября 2022 года B7 провёл огневые испытания уже 11-ти двигателей, длительностью в 13 секунд; повреждений площадки не зафиксировано. 23 января 2023 года проведена полная заправка обеих ступеней ракеты. После этого S24 отвезли на Build Site, где поставили оставшиеся теплоплитки. 9 февраля 2023 года B7 провёл успешные огневые испытания 31 двигателя Raptor на 50 процентах тяги; один двигатель отключила команда до зажигания, один отключился через 5 секунд после. 17 апреля 2023 года пуск был отменен за несколько минут до старта, из-за несрабатывания одного из нагнетательных клапанов топливной системы. 20 апреля 2023 года, после успешного отрыва от стартового стола и достижения высоты 39 километров — уничтожен дистанционной командой на принудительный подрыв после входа ракеты в неуправляемое вращение, потери связи с первой ступенью, многочисленными отказами двигателей, утечкой топлива и пожаром в двигательном отсеке. Ракета взорвалась через продолжительный промежуток времени, так как структурные качества ракеты оказались лучше, чем ранее предполагала SpaceX, из-за чего мощности взрывного устройства не хватило для моментального разрушения ракеты. |                 |                      |                 |
| 2 | 18 ноября 2023 | S25/B9          | Суборбитальный полёт | Частичный успех |
| 2 | После частично успешного первого испытательного полета были проведены работы по ремонту стартовой площадки и улучшению ее конструкции. Были установлены водоохлаждаемые отводчики пламени. Корабль был доставлен на стартовую площадку в мае, где успешно прошел огневые испытания. FAA после проведенного расследования предыдущего полета обязало SpaceX выполнить 63 предписания для получения разрешения на следующий полет. Также было назначено выполнить требования службы охраны рыбных ресурсов и диких животных США. Старт был назначен на 17 ноября 2023 года, но был перенесен на 18 ноября из-за дефекта приводов решетчатых рулей первой ступени. Согласно первоначальному плану, полёт должен был продлиться 90 минут. Ожидалось, что корабль выйдет на орбиту, сделает частичный облёт Земли и совершит посадку на воду в районе Гавайских островов. 18 ноября 2023 года ракета успешно стартовала. 33 двигателя первой ступени работали в штатном режиме. Разделение ступеней произошло на высоте 70 км на 2 минуте 45 секунде полётного времени. Во время выполнения манёвра первой ступени по изменению направления своего движения на противоположное (Boostback Burn) несколько двигателей начали отключаться из-за засорения фильтра. Один из двигателей взорвался, что привело к потере первой ступени. Корабль достиг высоты 148 километров, после чего был подорван системой прекращения полёта из-за возникшей утечки, вызвавшей возгорание. |                 |                      |                 |
| 3 | 14 марта 2024 | S28/B10         | Суборбитальный полёт | Частичный успех |
| 3 | В ходе третьего испытательного полёта Starship планировалось произвести испытания люка полезной нагрузки, системы внутренней перекачки топлива и повторного запуска двигателя Raptor в космосе. Приводнение корабля планировалось в Индийском океане через час и четыре минуты после старта. Был выполнен успешный старт системы. «Горячее» разделение первой ступени и корабля прошло успешно. Во время Boostback Burn 6 из 13 двигателей отключились раньше штатного времени, что привело к отклонению от заданного места посадки более, чем на 60 км. Несмотря на это, Super Heavy продолжил снижение. При входе в плотную часть атмосферы он дестабилизировался по продольной оси. Бортовой компьютер подал команду на включение 7 оставшихся рабочих двигателей, из которых смогли запуститься только 2, после чего B10 был подорван системой прерывания полёта на высоте около 450 метров при скорости 1112 км/ч. Корабль вышел на суборбитальную траекторию с апогеем 234 км и перигеем − 50 км. Запланированный перезапуск двигателей, который мог бы привести к выходу на перигей в 50 км и трансатмосферную околоземную орбиту, был отменён. В космосе были проведены успешные испытания системы перекачки топлива и дверцы полезной нагрузки (однако та не смогла полностью закрыться). При входе в атмосферу, на высоте около 65 км связь прервалась; корабль впал в неуправляемое вращение по продольной оси, что привело к критическому перегреву дорсальной проекции обшивки (не оборудованной тепловым щитом — конструктивная особенность корабля) и был потерян. Были проведено успешное испытание протокола высокоскоростной связи Starlink в условиях передачи видеотелеметрии в реальном времени из облака плазмы. |                 |                      |                 |
| 4 | 6 июня 2024 | S29/B11         | Суборбитальный полёт | Успех           |
| 4 | Четвёртый испытательный полёт проходил по той же траектории, что и третий. С теплового щита S29 в области двигательного отсека было намеренно снято 2 плитки и 1 заменена на более тонкую ради испытания термостойкости корпуса корабля. Через 4 секунды после старта произошёл отказ 1 из 33 двигателя, что не сказалось на дальнейшем полёте. Горячее разделение прошло успешно. Ускоритель успешно завершил Boostback burn. Через несколько секунд после этого кольцо горячей расстыковки было отделено, что не планировалось в прошлых испытательных полётах. Это обосновано тем, что посадочные баки Super Heavy V1 не рассчитаны на дополнительную массу в виде кольца горячего разделения. Во время посадки включилось 12 из 13 двигателей. Из них для мягкой посадки остались работать только 3. B11 совершил успешное приводнение в запланированной точке посадки. S29 успешно вышел на запланированную траекторию. В отличие от прошлого полёта, во время пребывания в космосе никаких дополнительных испытаний не проводилось. Во время фазы входа в плотные слои атмосферы корабль потерял множество плиток теплозащиты, а один из закрылков был сильно повреждён. Несмотря на это, последний сохранил свою работоспособность, и S29 успешно совершил мягкую посадку на воду в 6 км от запланированной точки. Был впервые полностью транслирован в прямом эфире вход космического аппарата в атмосферу. |                 |                      |                 |
| 5 | 13 октября 2024 | S30/B12         | Суборбитальный полёт | Успех           |
| 5 | После четвёртого полёта плитки теплового щита S30 были заменены на новые, по словам Маска, вдвое прочнее нынешних, а под ними установлено абляционное покрытие в качестве вторичного теплового экрана. Во время пятого полёта впервые планировалось возвращение ускорителя на землю. 13 октября 2024 года ракета успешна стартовала и прошла этап разделения ступеней. Первая ступень Super Heavy успешно приземлилась на стартовую площадку и была поймана манипуляторами Mechazilla. S30 вышел на траекторию, совершив мягкое приводнение в Индийском океане через 1 час 6 минут после старта. |                 |                      |                 |
| 6 | 19 ноября 2024 | S31/B13         | Суборбитальный полёт | Частичный успех |
| 6 | Ракета успешно стартовала. Первая ступень Super Heavy была затоплена в океане вследствие сбоя наземных систем привода. S31 успешно вышел на траекторию, произвел повторное включение двигателя Raptor в космосе и совершил мягкое приводнение в Индийском океане. |                 |                      |                 |
| 7 | 16 января 2025 | S33/B14         | Суборбитальный полёт | Неудача         |
| 7 | Первый полёт модернизированного Starship v2. Успешный старт, разделение ступеней в 02:40 полетного времени и включение двигателей S33. В 07:39 после старта, двигатели Starship стали отключаться, в кормовой части аппарата возник пожар, что привело к его быстрому разрушению. В 08:26 телеметрия со Starship перестала поступать. Испытание новой системы развертывания спутников Starlink не состоялось. Первая ступень Super Heavy успешно приземлилась на стартовую площадку и была поймана манипуляторами Mechazilla. |                 |                      |                 |
| 8 | 6 марта 2025 | S34/B15         | Суборбитальный полёт | Неудача         |
| 8 | Второй полёт Starship v2. Запуск должен был состояться 4 марта, однако был отменён за 40 секунд из-за технической проблемы. Запуск состоялся 6 марта. Корабль взорвался над Карибским морем через 10 минут после начала старта с космодрома на юге Техаса, примерно за 20 секунд до окончания времени подъёма. Ракета-носитель Super Heavy успешно вернулась на стартовый комплекс. Из-за угрозы падения обломков FAA ввело временные ограничения на полёты в нескольких аэропортах Флориды - в Майами, Орландо, Палм-Бич и Форт-Лодердейл. |                 |                      |                 |
| 9 | 27 мая 2025 | S35/B14-2       | Суборбитальный полёт | Неудача         |
| 9 | Третий полёт Starship v2 и первое повторное использование первой ступени (спасение первой ступени не планировалось, после проведения испытаний она должна была совершить посадку в Мексиканском заливе). Старт и разделение ступеней прошли успешно, однако запланированная посадка первой ступени Super Heavy в Мексиканский залив завершилась неудачей в результате взрыва ступени при последнем включении двигателей. На корабле Starship возникла утечка топлива, что привело к потере ориентации и отказу от повторного запуска двигателей. Также не удалась попытка запуска из грузового отсека имитаторов спутников Starlink. Проблемы с ориентацией привели к неуправляемому входу Starship в атмосферу над Индийским океаном и последующему разрушению корабля. |                 |                      |                 |

## Потенциальное использование
Планируется, что в случае успешной разработки Starship заменит все существующие ракеты и космические транспортные системы SpaceX (Falcon 9, Falcon Heavy и Dragon 2). По оценкам SpaceX, запуски Starship будут дешевле, чем запуски других систем. По оценке президента Pioneer Astronautics Роберта Зубрина, в качестве системы доставки на Луну стоимость программы Starship составит лишь 1 % от стоимости программ на основе Saturn V 1960-х годов или на основе современной SLS в сопоставимых ценах.
По заявлению Маска, при условии создания дополнительных топливных депо в космосе корабль может совершить автономную посадку на любой твёрдой поверхности в пределах Солнечной системы. Во время презентации 2016 года была представлена возможность выполнения миссий корабля к спутникам Юпитера и Сатурна, объектам пояса Койпера и облака Оорта.
Starship может использоваться для следующих целей:
- запуски спутников на низкую околоземную орбиту (НОО);
- снабжение МКС и/или будущих коммерческих станций на НОО[55];
- пилотируемые туристические миссии на орбиты Земли и Луны[58];
- коммерческие перелёты по Земле на большие дистанции: возможность отправки людей в суборбитальных полётах в любую точку Земли в течение 1 часа[109][110][111][112];
- доставка грузов и людей на поверхность Луны[26];
- исследование и колонизация Марса включая как миссии с отправкой грузов, так и пилотируемые миссии[21];
- длительные миссии в космическом пространстве.

### Планируемые миссии
| Миссия        | Дата               | Назначение           | Модификация корабля        | Примечания |
| ------------- | ------------------ | -------------------- | -------------------------- | --- |
| HLS Demo      | 2025 год           | Луна                 | Starship HLS (без экипажа) | Демонстрационная миссия НАСА для испытания Starship HLS перед миссией Артемида-3, анонсированная в апреле 2021 года. |
| HLS Demo      | 2025 год           | Луна                 | Топливный танкер           | Демонстрационная миссия НАСА для испытания Starship HLS перед миссией Артемида-3, анонсированная в апреле 2021 года. |
| Astrolab FLEX | середина 2026      | Луна                 | Грузовая                   | Луноход с 1000 кг коммерческой полезной нагрузки. Вероятно будет частью совмещённой миссии. |
| Артемида-3    | сентябрь 2026      | Луна                 | Starship HLS               | Артемида-3 — миссия по высадке астронавтов на Луну в рамках программы НАСА Артемида. Starship в модификации HLS будет использоваться в качестве лунного посадочного аппарата. Дата зависит от многих непредвиденных обстоятельств, связанных как с программой Артемида, так и с разработкой Starship. |
| Артемида-3    | сентябрь 2026      | Луна                 | Топливный танкер           | Артемида-3 — миссия по высадке астронавтов на Луну в рамках программы НАСА Артемида. Starship в модификации HLS будет использоваться в качестве лунного посадочного аппарата. Дата зависит от многих непредвиденных обстоятельств, связанных как с программой Артемида, так и с разработкой Starship. |
|               | не ранее 2026 года | Марс                 | Грузовая                   | По состоянию на октябрь 2023 года самым ранним сроком первой миссии Starship на Марс являлся 2026 год. |
| Superbird-9   | 2027 год           | Геопереходная орбита | Спутниковая                | Superbird-9 будет геостационарным спутником связи, эксплуатируемым SKY Perfect JSAT и спроектированным и изготовленным Airbus Defence and Space. |
| Артемида-4    | сентябрь 2028      | Луна                 | Starship HLS               | 15 ноября 2022 года НАСА заключило с SpaceX новую версию договора на дальнейшую разработку Starship HLS. В отличие от Артемида-3, в рамках миссии Артемида-4 перед посадкой на Луну корабль состыкуется с лунной орбитальной станцией Gateway                                                         |
| Артемида-4    | сентябрь 2028      | Луна                 | Топливный танкер           | 15 ноября 2022 года НАСА заключило с SpaceX новую версию договора на дальнейшую разработку Starship HLS. В отличие от Артемида-3, в рамках миссии Артемида-4 перед посадкой на Луну корабль состыкуется с лунной орбитальной станцией Gateway                                                         |
| Starlab       | не ранее 2028 года | НОО                  | Спутниковая                | Starship был выбран для запуска космической станции Starlab на низкую околоземную орбиту перед выводом из эксплуатации МКС. |
|               | не ранее 2029 года | Марс                 | Пилотируемая               | По состоянию на март 2022 года самым ранним сроком первой пилотируемой миссии Starship на Марс являлся 2029 год |
| Polaris III   | не определена      |                      | Пилотируемая               | По словам Джареда Айзекмана, миссия будет последним полётом по программе Polaris и первым пилотируемым полётом Starship. |
|               | не определена      | Окололунная орбита   | Пилотируемая               | В 2022 году было объявлено о проведении туристической миссии с облётом Луны. Одним из пассажиров станет Деннис Тито, ставший в 2001 году первым в истории космическим туристом. |